# Dvojezičnost
Dvojezičnost (ali s tujko bilingvizem) je pripadnost dvema kulturama (ali več kulturam), ki se kaže v treh značilnostih :
- obvladanje dveh (ali več) jezikov, vključno s slovnico in besediščem.[2]
- sposobnost uporabe vsakega od jezikov v vsakem slučaju, tudi če dvojezičnež zaradi praktičnosti uporablja en jezik za nekatere funkcije, drugega za druge.
- istovetenje z obema jezikoma: dvojezičnež velja za pripadnika obeh jezikovnih skupnosti in obe skupnosti ga sprejemata kot takega.

Popolna dvojezičnost je normalno mogoča le na obmejnih področjih, kjer se stikata dve etniji, ki istočasno razvijata svojo kulturo. Odločilnega pomena je razumevanje in upoštevanje obeh kultur. Žal so obmejna področja velikokrat le žarišča sovraštva za vse tuje, kar spodbuja podcenjevanje, obrekovanje ali prezir vseh kulturnih prvin, ki bi morale služiti kot povezava. Jezik je v tem primeru samo sredstvo za politične zdrahe. Če bi bila namreč dvojezičnost splošno sprejeta kot povezava med kulturami, bi prišlo do razumevanja sosedovih stališč in obmejni problemi bi se zelo skrčili.

## Dvojezičnost z ozirom na jezik
Redna raba dveh (ali več) jezikov ali delna dvojezičnost je pogost pojav na tistih zemljepisnih območjih, kjer se stika ali živi pomešano več jezikovnih skupnosti, ki aktivno ali pasivno obvladajo te jezike. V sedanjem času pa se zaradi šole, daljših potovanj ipd. srečujemo tudi z zemljepisno nestičnimi jeziki (npr. angleščino, španščino).
Na področjih, kjer živi več različnih jezikovnih skupnosti, človeka vsakdanje potrebe silijo, da se sporazumeva tudi s sosedi, ki govorijo drug jezik, zato mora vsaj pasivno obvladati (razumeti) tudi njihov jezik. Drugi jezik mora poleg svojega poznati tudi vsakdo, ki se za dalj časa naseli v kakem tujem jezikovnem okolju ali tja pogosto potuje.
Istočasna raba dveh ali več jezikov sicer sama po sebi še ni dvojezičnost. vendar se velikokrat obravnava kot taka in se po mnenju nekaterih avtorjev da različno razvrstiti. Če se jezika Y nauči samo nekaj posameznikov, ki to znanje posebej potrebujejo, ker se recimo izselijo iz domačega jezikovnega okolja, je to posamična (izolirana, individualna) dvojezičnost; če pa se jezika Y nauči zelo veliko pripadnikov, ki sicer govorijo jezik X  in še naprej živijo v domačem okolju, pa je to družbena (kolektivna) dvojezičnost. Kjer se je mogoče v dveh jezikih sporazumevati v javnosti in po uradnih ustanovah, pa je govora o javni (uradni, institucionalni) dvojezičnosti. Sporazumevanje med pripadniki raznih jezikovnih skupnosti je mogoče, če se pripadniki vsaj ene skupnosti naučijo še drugega jezika (največkrat se manjšina nauči jezik večine). Temu se pravi enostranska kolektivna dvojezičnost. Sporazumevanje in celotno družbeno sožitje med pripadniki dveh jezikovnih skupnosti na mešanem območju pa je dosti boljše, če je kolektivna dvostranska dvojezičnost, če se torej tudi pripadniki jezikovne večine v državni skupnosti naučijo na dvojezičnem območju manjšinskega jezika.
Delna dvojezičnost je največkrat pasivna (človek vsaj za silo razume tudi drug jezik, govori pa samo materinega). Če znanje drugega jezika ni zadosti dobro, prihaja v drugojezičnih besedilih do vpletanja (interference) prvin prvega jezika (vpliv jezika X na jezik Y). Če pa znanje maternega jezika ni zadosti trdno in se le ta pogosto srečuje z drugim jezikom, lahko posamezne drugojezične prvine prodrejo tudi v materni jezik (vpliv jezika Y na jezik X). V slednjem primeru s časom nastopi jezikovna asimilacija.

## Dvojezičnost z ozirom na rabo
Dvojezičnost predvideva, da sta oba jezika enako "uporabna". To pomeni, da mora biti govorec sposoben, da v vsakem primeru uporablja brez težav bodisi enega od jezikov kot drugega. Ta sposobnost seveda predpostavlja odlično poznanje obeh jezikov, in sicer ne samo slovnice in besedišča, temveč tudi tehničnih izrazov, zgodovinskih imen, političnih dogajanj in podobno. Za to spretnost je potrebna dolga praksa tolmačev in prevajalcev, ki tudi v privatnem življenju stalno uporabljajo dva jezika. Povprečni govorci obeh jezikov v takih dvojezičnežih sploh ne slutijo poznanja drugega jezika.

## Dvojezičnost z ozirom na identifikacijo
Dvojezično istovetenje ali identifikacija je občutek pripadnosti dvema skupnostma in enakovredni odnos do obeh. To pomeni poznanje dveh kultur, pomeni razumevanje različnih miselnosti, pomeni upoštevanje sosedovih potreb enako kot svojih. Istovetenje z dvema kulturama pomeni vzporedno rast obeh. Kulturna dvojezičnost je stalno ažuriranje dveh kultur.
Naj bo za primer slovensko-italijansko obmejno področje. Tu sta manjšini normalno poučeni o lokalnih dogajanjih in istočasno strogo povezani z matico. Prebivalci so torej dvojezični, a ne zaradi znanja dveh jezikov, temveč vsled globokega poznanja dveh kultur, ki jim dovoljuje, da se z obema istovetijo. Nasprotno ne govorimo o kulturni dvojezičnosti na primer za slovenske izseljence v Ameriko. Tu ne gre za stik med dvema enakopravnima etnijama, ki imata isto pravico do bivanja na določenem ozemlju, temveč za vključitev skupine tujcev v obstoječo populacijo. Čeprav so se zelo vztrajno trudili za ohrano slovenstva, ameriški Slovenci niso dvojezični, ker je bila povezava z matično kulturo prekinjena, ostala jim le je ena, pridobljena, kultura.

## Dvojezičnost javnih organov
Na področjih, kjer se prepleta več kultur, se je v sodobnih časih uveljavila uradna dvojezičnost, to je priznanje oblasti, da je potrebna raba več jezikov v uradnih listinah in v občevanju s posamezniki. V naših krajih ne gre za novost, saj je bil podoben odnos do raznih etnij že ustaljen v Avstro-Ogrski. A zaradi sovraštva, ki ga je zanetila prva svetovna vojna, sta bili strpnost in sodelovanje popolnoma pozabljena in tudi dvojezičnost je bila vključena med negativne lastnosti propadlih imperijev. Fašizem je prvi predstavil dvojezičnost kot sovražnikovo orožje proti domači kulturi, kar je pozneje sprejela tudi povojna propaganda. Minila so desetletja, preden je bilo možno spregovoriti o "uradni dvojezičnosti", medtem ko je drugod po Evropi, kamor fašistična miselnost ni prodrla, ta proces potekal hitreje.
O uradni dvojezičnosti je govora, ko države sklenejo dvostransko obvezne sporazume, z zakonsko uredbo v obeh državah, za zaščito in ohrano dveh kultur na delu svojega ozemlja, natančneje za zaščito drugojezičnih manjšin v mejah države. To pomeni enakopravnost manjšinskega jezika v javnosti in pred oblastmi (policija, sodišče), vključno z uradnimi zapisniki, arhivi, razglasi in objavami zakonskih predpisov. Glavni vidni posegi oblasti v tem smislu so tudi vzdrževanje drugojezičnih šol, podpora manjšinskim kulturnim ustanovam (društva, tisk, televizija), uvedba dvojezičnih prometnih znakov in tabel.

## Dvojezičnost v Sloveniji
V Sloveniji pripadniki slovenske jezikovne skupnosti prihajajo na zemljepisnem obrobju slovenskega prostora v stik z italijanščino, furlanščino, nemščino, madžarščino in hrvaščino. Do začetka  20. stoletja so se z nemščino pogosto srečevali ne samo na severu slovenskega ozemlja, temveč po vseh pomembnejših krajih tudi v notranjosti, ker je bila nemščina državni (uradni) jezik stare avstrijske monarhije in je po naših krajih živelo precej nemškega uradništva, plemstva, vojaštva itd. Prebivalci so se z rojaki sporazumevali v maternem jeziku, v odnosih z oblastmi pa v uradnem. Bili so dvojezični, v kolikor pripadniki dveh enot s pravico do bivanja na istem prostoru, to je slovenskega naroda in avstrijske oblasti. Pozneje, v sklopu bivše Jugoslavije, je bila večina Slovencev dvojezična, v kolikor so bili prebivalci istočasno slovenskega porekla in administrativno povezani s centralno oblastjo. Danes so Slovenci večinoma dvojezični, ker dobro obvladajo nemščino ali angleščino ali oboje, vendar gre le za poznanje tujih jezikov in ne za njihovo vključitev v vsakdanjost. Dvojezične so le skupine sestavljene iz mešanih družin, ki so v sodobni družbi že normalen pojav. Otrok, ki ima starša z različnima maternima jezikoma, ima pravico, da zna ali vsaj pozna oba jezika, saj mu to omogoča, da spozna širšo družino in svojo kulturno dediščino. Vendar navadno ni lahka odločitev, če naj se otrok odrašča ob dveh jezikih. Dvojezičnost družino bogati, lahko pa prinese tudi kakšno težavo.
Danes je dvojezičnost v Sloveniji uradna na mešanih območjih predvsem na Obali (slovensko) - italijanska in v delu Prekmurja (slovensko - madžarska). Ustava Republike Slovenije v 11. členu določa, da je na območjih občin, v katerih živita italijanska ali madžarska narodna skupnost, poleg slovenščine uradni jezik tudi italijanščina ali madžarščina . Zaradi varstva pravic narodnih skupnosti tudi zakoni s področja kulture, izobraževanja, zdravstvene dejavnosti, lekarniške dejavnosti, kmetijstva, sodišč, tožilstva, policije, medijev itd. izrecno določajo poslovanje s strankami tudi v jeziku manjšinskih skupnosti. Za delovna mesta javnih uslužbencev, ki morajo na podlagi zakona kot uradni jezik uporabljati tudi jezik manjšinske narodne skupnosti, se kot pogoj določi tudi znanje tega jezika.

## Dvojezičnost v zamejstvu
Dvojezičnost obstaja med Slovenci v Italiji, v Avstriji in na Madžarskem. Govorci tamkajšnjih večinskih jezikov, to je Italijani, nemško govoreči Avstrijci ter Madžari, so se do nedavnega le v manjši meri učili slovenščine. Hkrati je na Koroškem treba ugotoviti naraščajoče število otrok, ki se slovenščine niso naučili doma od staršev, a so prijavljeni k dvojezičnemu pouku ali obiskujejo gimnazije s slovenskim poučnim jezikom. Na Tržaškem se problematika komplicira z vpisovanjem italijanskih otrok v slovenske šole zaradi prenaseljenosti italijanskih razredov in neustreznosti njihovih prostorov, kar seveda ne vpliva pozitivno na izvedbo slovenskega učnega programa. Med odraslimi je pa vedno več Italijanov – ali italijanskih otrok slovenskih staršev, ki se začnejo učiti slovenščino, a malokdo uspešno zaključi študij. V Beneški Sloveniji in Trbiškem kotu upada vsako zanimanje za dvojezično kulturo. V Prekmurju je bila funkcionalna dvojezičnost v šolah izvedena že leta 1959, kar se v sosednjem Porabju na Madžarskem ni zgodilo. Splošni povzetek dejanskega stanja je za vse zamejstvo negativen. Čeprav najmlajša generacija ponekod išče sledove za "slovenskimi koreninami" in se skuša ponovno uveljaviti kot dvojezična skupnost, so dvojezičneži vse manj številni in uresničuje se tako imenovani kodni preklop (code switching), to je postopno vnašanje tujih izrazov v manjšinski jezik, kar vodi v jezikovno asimilacijo.

## Dvojezičnost v Evropi
V Evropi, domovini velikega števila etnij, je mnogo dvojezičnih področij. Nam najbližja so naša obmejna področja z Italijo, Avstrijo in Madžarsko (slovenščina/italijanščina-nemščina-madžarščina), pa tudi Istra in del Dalmacije (italijanščina/slovenščina-hrvaščina). V Italiji je omeniti tudi Dolino Aoste (italijanščina/francoščina-nemščina), Zgornje Poadižje (italijanščina/nemščina) in Sardinijo (italijanščina/sardinščina). Francija priznava delno dvojezičnost na Korziki (francoščina/korziščina) in v Bretanji (francoščina/bretonščina), Združeno kraljestvo v Walesu (angleščina/valižanščina) in na Škotskem (angleščina/škotska gelščina), Nemčija na meji s Poljsko in Češko (nemščina/lužiščina), Nizozemska v Friziji (nizozemščina/frizijščina). V Transilvaniji (Romunija) se normalno uporabljajo tri jeziki (romunščina, madžarščina in nemščina).
V Španiji je najti popolno dvojezičnost v Baskiji (španščina/baskovščina), medtem ko je v Kataloniji moderna španščina popolnoma prevladala nad katalonščino. Podobno se je asimilirala tudi nemška manjšina v Alzaciji, kjer je sicer alzaščina enakopraven jezik s francoščino, vendar njegova raba hitro izumira. Tudi na Irskem je gelščina uradni jezik skupaj z angleščino in je obvezen šolski predmet, vendar je v vsakdanjem pogovornem jeziku skoraj odsotna, vidna je le v strogo dvojezičnih prometnih tablah.
Za popolnoma dvojezični ozemlji, kjer se je raba več jezikov enostavno vključila v lokalno kulturo in postala njen sestavni del, veljata Švica s štirimi uradnimi jeziki in Regija Bruselj. Omembe vredno je, da se v Bruslju poleg francoščine in nizozemščine večkrat uporablja tudi angleščina, predvsem zaradi stalne prisotnosti predstavnikov držav iz vse Evrope, kar de facto postavlja Bruselj med tro-jezična mesta.

## Dvojezičnost izven Evrope
Od krajev, ki so se naravno vključili v dvojezičnost, je značilen predvsem Novi Brunswick (angleščina in francoščina) v Kanadi.
Gotovo je veliko področij na drugih celinah, kjer prebivata dve etniji in bi se torej morala obravnavati kot dvojezična, vendar ni razpoložljivih študij v tem smislu. To je pripisati predvsem dejstvu, da je sama dvojezičnost še relativno mlad pojem, ki ga evropski strokovnjaki le nekaj desetletij proučujejo.

## Turističnadvojezičnost
Danes postaja vse bolj normalna dvojezičnost, ki izhaja iz politične in ekonomske globalizacije. Ta je razvidna na primer na turističnih tablah, ki so napisane v jezikih najpogostejših obiskovalcev in običajno v angleščini kot povezovalnem jeziku. Tu ne gre za pravo dvojezičnost, ker na teh področjih normalno ne prebivajo dvojezičneži, temveč je uporaba drugega jezika ali angleščine le v pomoč turistom. Sem spadajo recimo opisi razstavnih predmetov v muzejih, napisi na spomenikih, identifikacijske table pred javnimi ustanovami in opozorilne table v primeru nevarnosti. Dvojezičnost je na široko v rabi tudi v deželah, ki ne uporabljajo naše pisave, na primer Japonska, Kitajska ali arabske dežele. To ne pomeni, da tamkajšnji prebivalci govorijo angleško ali francosko, temveč da je v svetovnem merilu tisti kraj ali pojem bolje znan z angleškim oziroma francoskim imenom.